# Coppa della Regina 2015-2016 (pallavolo)
La Coppa della Regina 2015-16 si è svolta dal 5 al 7 febbraio 2016: al torneo hanno partecipato sei squadre di club spagnole e la vittoria finale è andata per la terza volta consecutiva al Logroño.

## Regolamento
Le squadre hanno disputato quarti di finale (non hanno partecipato la prima e la seconda classificata al termine del girone di andata della regular season di SVF 2015-16, già qualificate alle semifinali), semifinali e finale.

## Squadre partecipanti
| Squadra      | Qualificazione                       | Ultima partecipazione      |
| ------------ | ------------------------------------ | -------------------------- |
| Alcobendas   | 5ª al girone di andata SFV 2015-2016 | Coppa della Regina 2013-14 |
| Haris        | 2ª al girone di andata SFV 2015-2016 | Debutto                    |
| Haro         | 3ª al girone di andata SFV 2015-2016 | Coppa della Regina 2012-13 |
| Logroño      | 1ª al girone di andata SFV 2015-2016 | Coppa della Regina 2014-15 |
| Iruña        | 4ª al girone di andata SFV 2015-2016 | Coppa della Regina 2014-15 |
| Playa Madrid | Squadra organizzatrice               | Debutto                    |

## Torneo

### Tabellone
|  | Quarti | Quarti       | Quarti |  |   | Semifinali | Semifinali | Semifinali |  |   | Finale  | Finale | Finale |
|  |        |              |        |  |   |            |            |            |  |   |         |        |        |
|  |        |              |        |  |   | 1          | Logroño    | 3          |  |   |         |        |        |
|  |        |              |        |  |   | 1          | Logroño    | 3          |  |   |         |        |        |
|  |        |              |        |  |   | 5          | Alcobendas | 2          |  |   |         |        |        |
|  | Q      | Playa Madrid | 0      |  |   | 5          | Alcobendas | 2          |  |   |         |        |        |
|  | Q      | Playa Madrid | 0      |  |   |            |            |            |  |   |         |        |        |
|  | 5      | Alcobendas   | 3      |  |   |            |            |            |  |   |         |        |        |
|  | 5      | Alcobendas   | 3      |  |   |            |            |            |  | 1 | Logroño | 3      |        |
|  |        |              |        |  |   |            |            |            |  | 1 | Logroño | 3      |        |
|  |        |              |        |  |   |            |            |            |  |   | 4       | Iruña  | 1      |
|  | 3      | Haro         | 1      |  |   |            |            |            |  |   | 4       | Iruña  | 1      |
|  | 3      | Haro         | 1      |  |   |            |            |            |  |   |         |        |        |
|  | 4      | Iruña        | 3      |  |   |            |            |            |  |   |         |        |        |
|  | 4      | Iruña        | 3      |  | 2 | Haris      | 2          |            |  |   |         |        |        |
|  |        |              |        |  | 2 | Haris      | 2          |            |  |   |         |        |        |
|  |        |              |        |  |   | 4          | Iruña      | 3          |  |   |         |        |        |
|  |        |              |        |  |   | 4          | Iruña      | 3          |  |   |         |        |        |

### Risultati

#### Quarti di finale
| 5 febbraio 2016 Pabellón Europa, Leganés Durata: 1h:46 - Spettatori: 1 900 | Haro         | 1 - 3 | Iruña      | 25-21, 21-25, 16-25, 18-25 |
| 5 febbraio 2016 Pabellón Europa, Leganés Durata: 1h:16 - Spettatori: 2 000 | Playa Madrid | 0 - 3 | Alcobendas | 17-25, 19-25, 18-25        |

#### Semifinali
| 6 febbraio 2016 Pabellón Europa, Leganés Durata: 1h:57 - Spettatori: 1 800 | Logroño | 3 - 2 | Alcobendas | 25-22, 23-25, 25-16, 24-26, 15-11 |
| 6 febbraio 2016 Pabellón Europa, Leganés Durata: 2h:05 - Spettatori: 2 200 | Haris   | 2 - 3 | Iruña      | 22-25, 21-25, 31-29, 25-21, 13-15 |

#### Finale
| 7 febbraio 2016 Pabellón Europa, Leganés Durata: 1h:38 - Spettatori: 4 000 | Logroño | 3 - 1 | Iruña | 25-16, 20-25, 25-19, 25-11 |